# Ракетна вулиця (Київ)
Раке́тна ву́лиця — вулиця в Голосіївському районі міста Києва, місцевість Багринова гора. Пролягає від Лисогірської вулиці до Панорамної вулиці (на деяких електронних картах — до проспекту Науки).

## Історія
Вулиця виникла в 50-ті роки XX століття під назвою Нова. Сучасна назва — з 1958 року.

## Установи та заклади
- Інженерний центр електронно-променевого зварювання Інституту електрозварювання ім. Є. О. Патона НАН України (ІЕЗ ім. Є. О. Патона НАН України) (буд. № 24-26)
- Дослідний завод спеціальної електрометалургії ІЕЗ ім. Є. О. Патона НАН України (буд. № 24)
- Інженерний центр зварювання тиском ІЕЗ ім. Є. О. Патона НАН України (буд. № 26)
- Інженерний центр зносостійких покриттів ІЕЗ ім. Є. О. Патона НАН України (буд. № 26)
- Науково-виробничий центр «Титан» ІЕЗ ім. Є. О. Патона НАН України (буд. № 26)

## Галерея

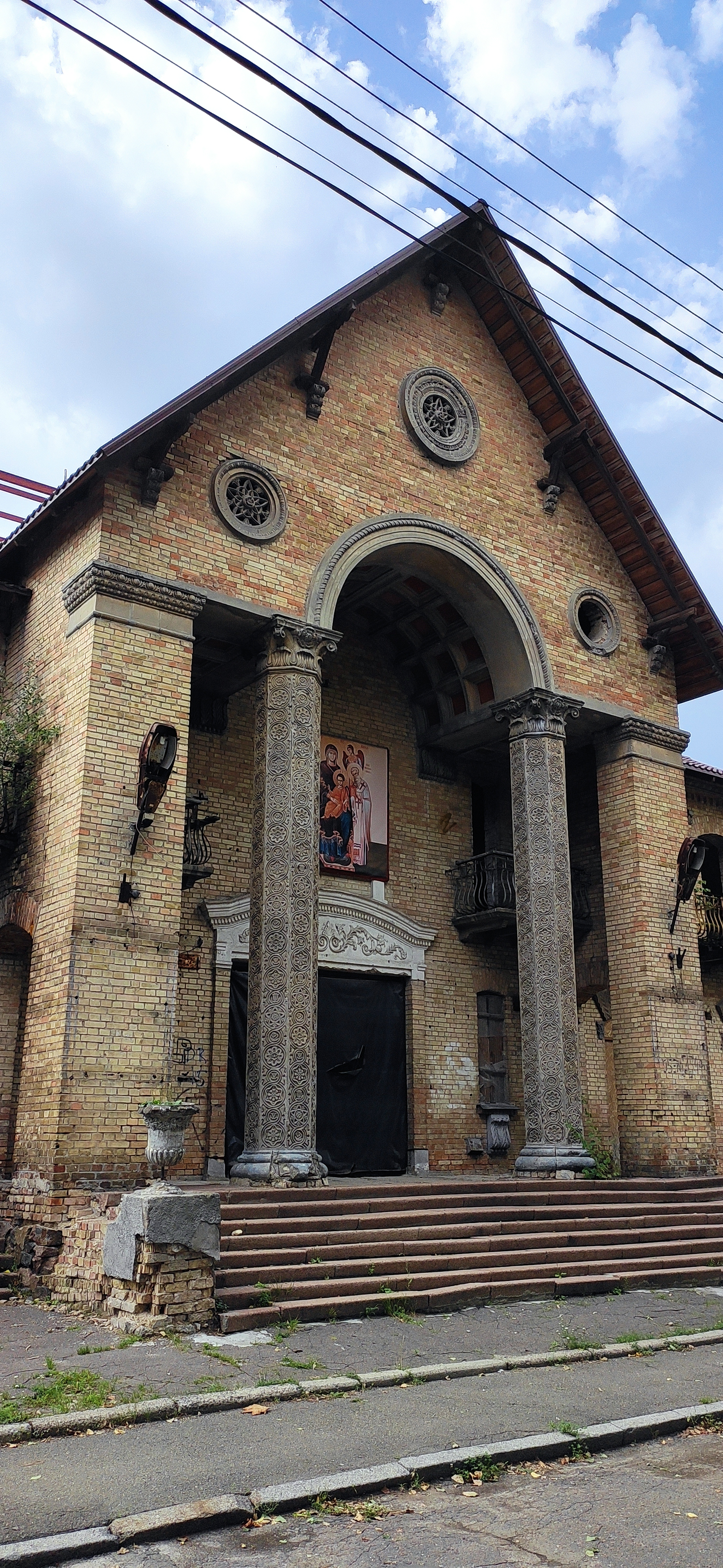
Колишній кінотеатр «Маяк» селища Жовтневе
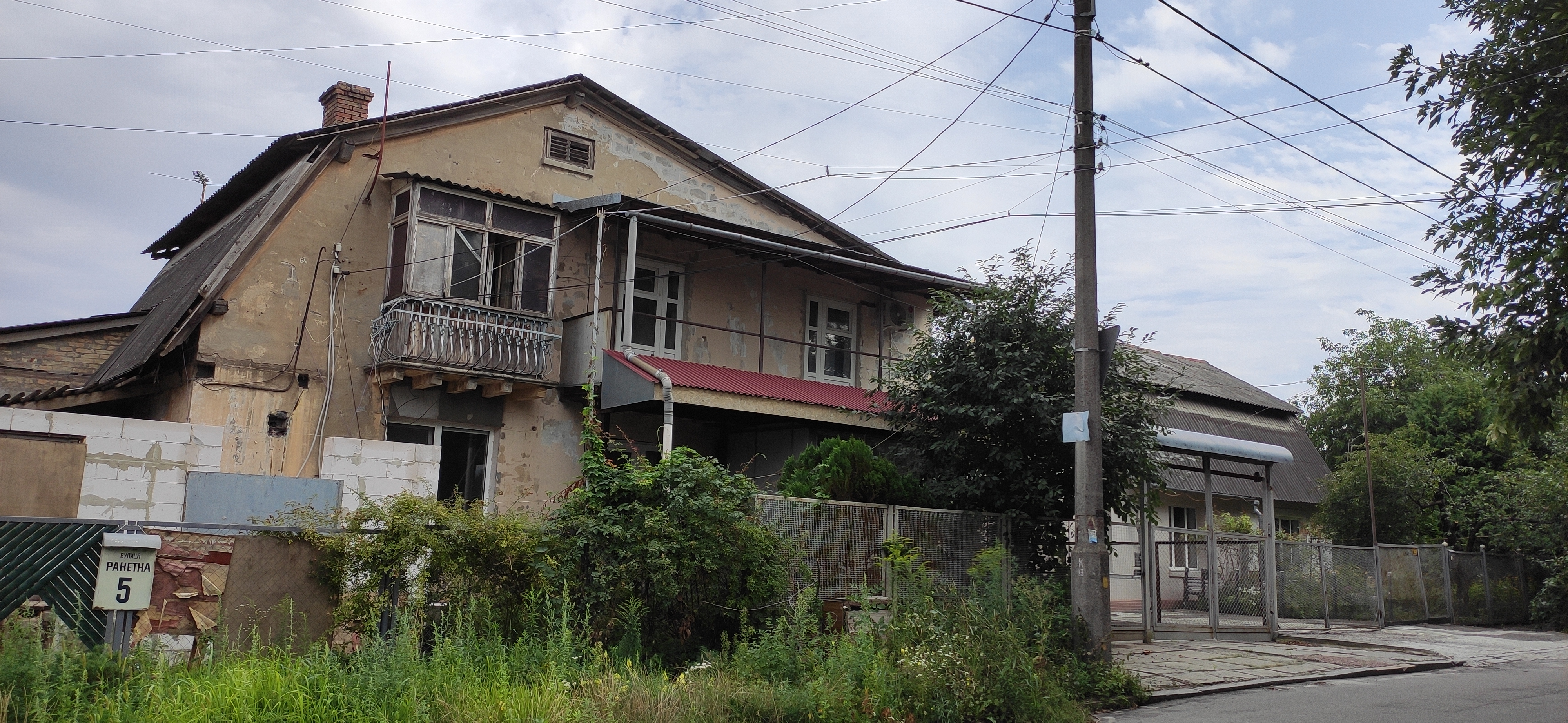
Будинок № 5